# Prosopocoilus bison bison
Prosopocoilus bison bison es una especie de coleóptero de la familia Lucanidae.

## Distribución geográfica
Habita en Kai en (Indonesia) y en el Archipiélago Bismarck.